# Heinz Erhardt
Heinz Erhardt (Riga, 20 de Fevereiro de 1909 — Hamburgo, 5 de Junho de 1979) foi um humorista, músico, apresentador, ator e poeta alemão.